# Talia Shire
Talia Rose Shire (n. 25 aprilie 1946, New York City, New York, SUA) este o actriță, regizoare și producătoare americană de film.

## Biografie
Talia Shire s-a născut la 25 aprilie 1946 la Lake Succes, New York sub numele de Talia Rose Coppola. Este fiica compozitorului Carmine Coppola și a Italiei Coppola. De altfel, Talia este nepoata dirijorului Anton Coppola, sora regizorului Francis Ford Coppola și a academicianului August Coppola și mătușa lui Nicholas Cage și al Sophiei Coppola.
A fost măritată cu David Shire, având cu acesta un copil, Matthew Orlando Shire. Mai are alți doi fii, Jason Schwartzman și Robert Carmine, din al doilea ei mariaj cu Jack Schwartzman.

## Filmografie
Talia Shire a devenit celebră pentru interpretarea rolului Connie Corleone în filmul Nașul. Mai târziu s-a făcut cunoscută pentru rolul Adrianna Pennino Balboa în seria Rocky. A mai jucat în "I love Huckabees", "Kiss the Bride" și "Homo Erectus".
| Film        | Film                                   | Film                        | Film                                                     |
| An          | Film                                   | Rol                         | Notă                                                     |
| ----------- | -------------------------------------- | --------------------------- | -------------------------------------------------------- |
| 1968        | The Wild Racers                        | 1st Girlfriend              |                                                          |
| 1970        | The Dunwich Horror                     | Nurse Cora                  |                                                          |
| 1970        | Maxie                                  | Sandy                       |                                                          |
| 1971        | Gas-s-s-s                              | Coralee                     |                                                          |
| 1971        | The Christian Licorice Store           | Last Party Guest            |                                                          |
| 1972        | The Godfather                          | Connie Corleone             |                                                          |
| 1972        | Un homme est mort                      | Make-Up Girl                |                                                          |
| 1974        | The Godfather Part II                  | Connie Corleone             | Nominalizare – Academy Award for Best Supporting Actress |
| 1976        | Rocky                                  | Adrianna Pennino            | Nominalizare – Academy Award for Best Actress            |
| 1979        | Old Boyfriends                         | Dianne Cruise               |                                                          |
| 1979        | Prophecy                               | Maggie Verne                |                                                          |
| 1979        | Rocky II                               | Adrianna Pennino/Balboa     |                                                          |
| 1980        | Windows                                | Emily Hollander             |                                                          |
| 1982        | Rocky III                              | Adrianna Balboa             |                                                          |
| 1985        | Rocky IV                               | Adrianna Balboa             |                                                          |
| 1986        | Rad                                    | Mrs. Jones                  |                                                          |
| 1986        | Hyper Sapien: People from Another Star | Dr. Tedra Rosen             |                                                          |
| 1989        | New York Stories                       | Charlotte                   | Segment: Life Without Zoe                                |
| 1990        | Rocky V                                | Adrianna Pennino Balboa     |                                                          |
| 1990        | The Godfather Part III                 | Connie Corleone             |                                                          |
| 1991        | Cold Heaven                            | Sister Martha               |                                                          |
| 1991        | Bed & Breakfast                        | Claire                      |                                                          |
| 1993        | Deadfall                               | Sam                         |                                                          |
| 1997        | A River Made to Drown In               | Jaime's Mother              |                                                          |
| 1997        | She's So Lovely                        | Restaurant Owner            | Uncredited Role                                          |
| 1998        | Divorce: A Contemporary Western        | Lacey                       |                                                          |
| 1998        | Can I Play?                            | Robert                      | Short film                                               |
| 1998        | Caminho dos Sonhos                     | Ida Stern                   |                                                          |
| 1998        | The Landlady                           | Melanie Leroy               |                                                          |
| 1999        | Lured Innocence                        | Martha Chambers             |                                                          |
| 1999        | Palmer's Pick Up                       | Mr. Price                   |                                                          |
| 1999        | The Black And The White                | Tulip Clayton               |                                                          |
| 2000        | The Visit                              | Parole Board Member Marilyn |                                                          |
| 2001        | The Whole Shebang                      | Contessa Bazinni            |                                                          |
| 2002        | Kiss the Bride                         | Irena Sposato               |                                                          |
| 2003        | Family Tree                            | Patricia                    | Short film                                               |
| 2003        | Dunsmore                               | Mildred Green               |                                                          |
| 2004        | I ♥ Huckabees                          | Mrs. Silver                 |                                                          |
| 2005        | Pomegranate                            | Aunt Sophia                 |                                                          |
| 2007        | Homo Erectus                           | Ishbo's Mother              |                                                          |
| 2008        | Looking for Palladin                   | Rosario                     |                                                          |
| 2008        | Dim Sum Funeral                        | Viola Gruber                |                                                          |
| 2008        | My Father's Will                       |                             |                                                          |
| 2009        | The Deported                           | Dina                        |                                                          |
| 2010        | The Return of Joe Rich                 | Gloria Neiderman            | post-production                                          |
| 2010        | Minkow                                 | Carole Minkow               | post-production                                          |
| 2010        | Pizza with Bullets                     | Mary Perspirino             | post-production                                          |
| 2010        | Scratching the Surface                 | Mrs. Shifman                | pre-production                                           |
| 2011        | Shadows from the Sky                   | Charles Jones               | pre-production                                           |
| Televiziune |                                        |                             |                                                          |
| An          | Titlu                                  | Rol                         | Notă                                                     |
| 1975        | Foster and Laurie                      | Adelaide Laurie             | CBS TV-Movie                                             |
| 1976        | Doctors' Hospital                      |                             | Episode: Lullabye                                        |
| 1976        | Rich Man, Poor Man                     | Teresa Santoro              | ABC Miniseries                                           |
| 1977        | Kill Me If You Can                     | Rosalie Asher               | NBC TV-Movie                                             |
| 1977        | The Godfather Saga                     | Connie Corleone             | NBC TV-Movie                                             |
| 1978        | Daddy, I Don't Like It Like This       | Carol Agnelli               | CBS TV-Movie                                             |
| 1987        | Blood Vows: The Story of a Mafia Wife  | Gina                        | NBC TV-Movie                                             |
| 1987        | Faerie Tale Theatre                    | Wilma Van Winkle            | Episode: Rip Van Winkle                                  |
| 1991        | Mark Twain and Me                      | Jean Clemens                | TV-Movie                                                 |
| 1992        | For Richer, for Poorer                 | Millie Katourian            | HBO TV-Movie                                             |
| 1992        | CBS Schoolbreak Special                | Mrs. Leland                 | Episode: Please, God, I'm Only Seventeen                 |
| 1993        | Chantilly Lace                         | Maggie                      | Showtime TV-Movie                                        |
| 1997        | Born Into Exile                        | Donna Nolan                 | NBC TV-Movie                                             |
| 2007        | Blue Smoke                             | Bianca Hale                 | Lifetime TV-Movie                                        |
| 2007        | Christmas at Cadillac Jack's           | Peg                         | TV-Movie                                                 |